# Thomas Sallows
Thomas Sallows (Grande Prairie, 3 de marzo de 1984) es un deportista canadiense que compite en curling.
Ganó tres medallas en el Campeonato Mundial de Curling entre los años 2015 y 2018.

## Palmarés internacional
| Campeonato Mundial | Campeonato Mundial         | Campeonato Mundial | Campeonato Mundial |
| Año                | Lugar                      | Medalla            | Prueba             |
| ------------------ | -------------------------- | ------------------ | ------------------ |
| 2015               | Halifax (Canadá)           | Medalla de bronce  | Equipo             |
| 2017               | Edmonton (Canadá)          | Medalla de oro     | Equipo             |
| 2018               | Las Vegas (Estados Unidos) | Medalla de plata   | Equipo             |